# Kečuánština

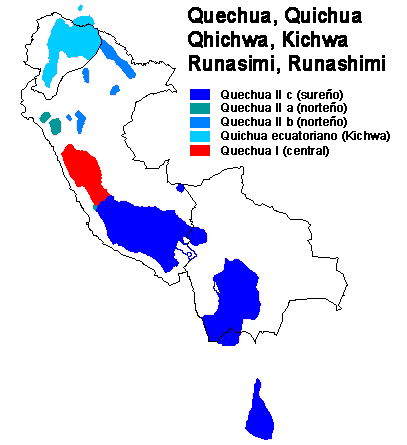
Dialektální dělení kečuánštiny

Kečuánština, kečujština neboli kečua, španělsky quechua, vlastním jménem runa simi (doslova: „lidská řeč“)[zdroj?] nebo qichwa (doslova: „(jazyk) z horských údolí“)[zdroj?], je nejrozšířenější indiánský domorodý jazyk v Americe, používaný zejména v Peru a Bolívii (v obou zemích je od roku 1975, respektive 1977, jedním z úředních jazyků), dále pak v přilehlých oblastech Ekvádoru, Kolumbie, Chile a Argentiny. Hovoří jím asi 14 milionů obyvatel, z toho 9,6 milionu představují rodilí mluvčí. V počtu mluvčích indiánských jazyků následují mluvčí ajmarštiny a guaraní.

## Historie
Původně se na pobřeží a v centrálním Peru setkáváme s protokečuánštinou, která sousedí s protoajmarštinou. Oba jazyky se vzájemně ovlivňují[zdroj?]. Kečuánština se postupně šíří na jih a částečně vytlačuje ajmarštinu. Když se v oblasti, hlavně v Cuzcu, usadili Inkové a založili inckou říši Tawantinsuyu, přijali kečuánštinu (původně hovořili jazykem puquina) jako úřední jazyk říše a postupně ji na přelomu 15. a 16. století prosadili jako linguu francu v celé své říši.
Po degradaci zemědělské půdy v Andách v druhé polovině 20. století, došlo k přesídlení obyvatel do amazonské části Peru. Postupně se kečujština šíří i do ostatních států a rozdrobuje na dialekty.

## Význam slova kečuánština
Čeština používá pro označení jazyka tři výrazy. Je to jednak kečuánština nebo kečujština, jednak kečua. Tato slova vychází ze španělského slova „quechua“, což je španělský přepis, resp. přejímka, z kečuánského „qhishwa“ nebo „qichwa“ (podle nářečí); toto slovo v kečuánštině označuje „mírnou (klimatickou) zónu“ (šp. „zona templada“), tj. horská údolí[zdroj?], v protikladu k náhorním plošinám (puna), kde se mluví ajmarsky[zdroj?].
Jiné označení pro tento jazyk je v kečuánštině „runa simi“ nebo „runa shimi“, tj. „jazyk lidu“[zdroj?], v protikladu ke „qhapaq simi“ („jazyk mocných/šlechty'“, tj. buď jazyk incké šlechty (zřejmě ajmarština ovlivněná jazykem pukina), nebo případně jazyk Španělů)[zdroj?].
Ani jeden z těchto výrazů není zřejmě původní, objevují se až během koloniálního období[zdroj?]. V současnosti však téměř všechna nářečí používají jedno z těchto slov, příp. poněkud změněná v souvislosti s hláskovými odlišnostmi v nářečích[zdroj?]. Některá nářečí používají slovo „kichwa“ zpětně přejaté přes španělštinu, kde došlo k hláskovým změnám: keč. ⟨qichwa⟩ /qičwa/ [qečwa] > šp. ⟨quechua⟩ /kečwa/ [kečwa] > keč. ⟨kichwa⟩ /kičwa/ [kičwa] (španělština nemá uvulární /q/, takže ho realizuje jako velární /k/, a v kečuánštině velární hláska nezpůsobí otevřenou výslovnost hlásky /i/ (otevírá se na [e] jen v sousedství uvulárního /q/)).

## Rozdělení
Klasifikace indiánských jazyků je složitá, často se vychází z geografického rozdělení. Takto lze kečuánštinu zařadit do skupiny andsko-ekvatoriálních jazyků (Greenberg 1956). Greenberg dále zmiňuje kečuánštinu ve skupině Andean A, spolu s ajmarštinou. Suarez (1974) oba jazyky slučuje pod kečumaránské jazyky. Podle nedávných výzkumů [zdroj?] spolu oba jazyky genealogicky nesouvisí, ale vzájemně se ovlivňovaly.
Už od prvních klasifikací ze 60. let je shoda mezi odborníky, že lze vydělit dvě základní skupiny nářečí: centrální kečuánština (Quechua B podle Parkera, Quechua I (Waywash) podle Torera) a periferní kečuánština (Quechua A podle Parkera a Quechua II (Wampuy) podle Torera). Torero dále rozdělil nářečí skupiny Quechua II na tři skupiny: Q II A, přechodné dialekty mezi Q I a Q II; Q II B, severní nářečí, a Q II C, jižní nářečí. Cerrón-Palomino později tyto klasifikace zrevidoval, nářečí Pacaraos přesunul pod větev Q I a doplnil názvy pro některé podskupiny. Diskuze probíhá především ohledně klasifikace přechodných nářečí (původně Q II A) a vnitřní klasifikace v rámci skupiny Q I.
Mezi nářečími centrálními (střední Peru) a periferními (jižní Peru a Bolívie, severní Peru a Ekvádor) jsou výrazné fonologické a morfologické rozdíly (např. plurál u sloves). Mezi jednotlivými nářečími centrální kečuánštiny (Q I) jsou zároveň výrazné fonologické i morfologické rozdíly, které leckdy znemožňují komunikaci i mezi mluvčími sousedních nářečí. Naopak dialekty v rámci periferní kečuánštiny (Q II) jsou výrazně homogennější; severní kečuánština Q II B má oproti jižní (Q II C) poněkud zjednodušenou morfologii a došlo zde k posunu funkcí některých slovesných aspektuálních přípon. V jižní kečuánštině (Q II C) je rozdíl hlavně v tom, že na západě (Ayacucho, nářečí „chanka“) je toto nářečí fonologicky konzervativní, zatímco na východě (Cuzco, Puno, Bolivie) se změnila výslovnost hlásek na konci slabiky (frikativizace) a v těchto nářečích se pod vlivem ajmarštiny objevují ejektivní (glotalizované) a aspirované souhlásky (aspirované souhlásky se objevují i v ekvádorské kečuánštině, ale až jako pozdější vliv jihokečuánského centra v Cuzku).

## Stavba
Kečua patří k aglutinačním jazykům příponového typu. Bohatá slovní zásoba se liší podle nářečí.
Z kečujštiny pocházejí mimo jiné slova jako chinin, guáno, kokain, kondor, lama, pampa, puma nebo oka (jihoamerická plodina podobná bramborám) či jerky (sušené maso).

## Dialekty
Kečuánština má dva hlavní dialekty, severní a jižní, jež se dále člení (poddialekty se označují čísly) a některé nejsou mezi sebou v mluvené formě vzájemně srozumitelné.
Relexifikací kečuánštiny vznikl v Ekvádoru jazyk Media lengua, jenž používá španělské lexémy a kečujskou gramatiku.

## Literární tvorba
S prvopočátky se setkáváme v průběhu incké říše. Inkové ale nezanechali žádné písemné památky. Záznamový systém kipu, používaný v jejich době, sloužil zřejmě pouze k uchovávání číselných údajů. Proto se setkáváme s tvorbou z této doby zejména v ústní slovesnosti a dále díky kronikářům, kteří v období po příchodu Španělů provedli přepis kečujštiny do latinky. Za vlády inků vzniká hlavně poezie a dále také drama. Vrcholným počinem dramatu této doby je Apu Ollantay. Toto a jiná díla nalezneme v českém překladu ve Vrhel, F; Kašpar, O: Texty nativní Iberoameriky I, předkolumbovské literatury, SPN, Praha 1978.
V současné době se rozvíjí hlavně kečujská poezie, a pokud se rozhlédneme po internetu, tak nalezneme nejenom poezii, ale i rádio vysílané v runa simi.

## Příklady

### Číslovky
| Kečujsky | Česky |
| huk      | jeden |
| iskay    | dva   |
| kimsa    | tři   |
| tawa     | čtyři |
| pisqa    | pět   |
| suqta    | šest  |
| qanchis  | sedm  |
| pusaq    | osm   |
| isqun    | devět |
| chunka   | deset |

## Užitečné fráze
| Kečujsky               | Česky             |
| Imaynallam!            | Ahoj!             |
| Allillanña!            | Na shledanou!     |
| Allillanchu?           | Jak se máš?       |
| Arí / Manam            | Ano / Ne          |
| Ama hina kaychu        | Prosím            |
| Añáy!                  | Děkuji!           |
| Anchatam añanchakuyki! | Děkuji mnohokrát! |
| Pampachaykuway         | Promiň            |
| Lluqʼi / Paña          | Levý / Pravý      |

## Slovník
| Kečujsky            | Česky           |
| puka                | červená         |
| qomer               | zelená          |
| q’ellu              | žlutá           |
| puka-q’ellu         | oranžová        |
| anqas               | tmavě modrá     |
| q’ayma anqas        | světle modrá    |
| chumppi             | hnědá           |
| kulli               | fialová         |
| yuraq               | bílá            |
| suqri               | růžová          |
| yana                | černá           |
| uqi                 | šedá            |
| tiliphunu           | telefon         |
| llawikuna           | klíče           |
| puñuna              | postel          |
| wasi                | dům             |
| mayllikuna ukhu     | koupelna        |
| phaqchachikuna      | sprcha          |
| Maypim malitakuna?  | Kde jsou kufry? |
| pasapurti           | cestovní pas    |
| manukunapaq tarhita | kreditní karta  |
| hawun               | mýdlo           |
| sunkha thupana      | břitva          |
| kiru hawi           | zubní pasta     |
| kiru qhituna        | zubní kartáček  |
| ñaqch’a             | hřeben          |
| chucka sipillu      | kartáč na vlasy |
| ch’akichikuna       | ručník          |
| kuchuna             | nůž             |
| trinchi             | vidlička        |
| wisllacha           | lžíce           |
| qhata p’uku         | talíř           |
| k’aspichakuna       | hůlky           |
| chupayuq manka      | pánev           |
| gasyusa             | kola            |
| mati                | čaj             |
| unu                 | voda            |
| sirwisa             | pivo            |
| winu                | víno            |
| ñukñu               | mléko           |
| kaphiy              | káva            |
| runtu               | vajíčka         |
| t’anka hank’a       | toust           |
| asukar              | cukr            |
| mantikilla          | máslo           |
| kisu                | sýr             |
| t’anta              | chléb           |
| arus                | rýže            |
| challwa             | ryba            |
| ahus                | česnek          |
| papa thiqti         | pomfrity        |
| pisa                | pizza           |
| amburgisa           | hamburger       |
| mangu               | mango           |
| latanus             | banán           |
| mansana             | jablka          |
| pira                | hrušky          |
| phrutilla           | jahody          |
| pumilu              | grep            |
| limun               | citron          |
| laranha             | pomeranč        |
| phramwisa           | maliny          |
| uwas                | hrozny          |
| sirwila             | švestka         |
| tumati              | rajčata         |
| chuqilu             | sladká kukuřice |
| sanawriya           | mrkev           |
| siwila              | cibule          |
| pipinu              | okurka          |
| papa                | brambory        |
| k’allampa           | houby           |
| uma                 | hlava           |
| uya                 | tvář            |
| kunka               | krk             |
| chukcha             | vlasy           |
| ninri               | ucho            |
| ñawi                | oko             |
| sinqa               | nos             |
| simi                | ústa            |
| muqu                | koleno          |
| kukuchu             | loket           |
| chaki muquchu       | kotník          |
| chaka               | noha            |
| chaki               | chodidlo        |
| kuraq rawk’a        | palec           |
| rawk’a              | prst            |
| muquchu             | zápěstí         |
| marq’a              | paže            |
| maki                | ruka            |

## Vzorový text
Otčenáš (modlitba Páně):
Yayayku hanaq pachapi kaq,
sutiyki yupaychasqa kachun,
Qhapaqsuyuyki hamuchun,
manayniyki kay pachapi ruwakuchun,
imaynan hanaq pacahapipas ruwakun hinata.
Sapa p'unchay t'antaykuta qowayku.
Huchaykutapas pampachawayku,
imaynan ñoqaykupas contraykupi
huchallikuqta pampachayku hinata.
Amataq wateqaymanqa urmanaykuta munaychu,
aswanpas mana allikaqmanta qespichiwayku.

### Všeobecná deklarace lidských práv
| kečujsky                                            | Tukuy kay pachaman paqarimujkuna libres nasekunku tukuypunitaj kikin obligacionesniyojllataj, jinakamalla honorniyojtaj atiyniyojtaj, chaytaqa razonwantaj concienciawantaj dotasqa kasqankurayku, kawsaqe masipura jina, tukuy uj munakuyllapi kawsakunanku tian.  |
| kečujsky (jiný pravopis) (španělská slova kurzívou) | Tukuy kay pachaman paqarimuqkuna libres nasekunku tukuypunitaq kikin obligacionesniyuqllataq, hinakamalla honorniyuqtaq atiyniyuqtaq, chaytaqa razonwantaq concienciawantaq dotasqa kasqankurayku, kawsaqi masipura hina, tukuy uk munakuyllapi kawsakunanku tiyan. |
| česky                                               | Všichni lidé se rodí svobodní a sobě rovní co do důstojnosti a práv. Jsou nadáni rozumem a svědomím a mají spolu jednat v duchu bratrství. |

Poslechněte si text deklarace...